# Seabrookiinae
Seabrookiinae es una subfamilia de foraminíferos bentónicos de la Familia Glandulinidae, de la Superfamilia Polymorphinoidea, del Suborden Lagenina y del Orden Lagenida. Su rango cronoestratigráfico abarca desde el Maastrichtiense (Cretácico superior) hasta la Actualidad.

## Discusión
Clasificaciones previas incluían Seabrookiinae en la Superfamilia Nodosarioidea.

## Clasificación
Seabrookiinae incluye al siguiente género:
- Seabrookia

Otro género considerado en Seabrookiinae es:
- Cerviciferina, aceptado como Seabrookia